# Sandy Woodward
John Forster "Sandy" Woodward GBE, KCB (1 mei 1932 – 4 augustus 2013) was een Brits admiraal  die vanaf de Britse Hermes, een vliegdekschip, het bevel voerde over Task Force 317.8 tijdens de Falklandoorlog in 1982.
Ten tijde van de Falklandoorlog had Woodward de rang schout-bij-nacht (Engels: Rear Admiral).

## Decoraties
- Ridder Grootkruis in de Orde van het Britse Rijk op 17 juni 1989
- Ridder Commandeur in de Orde van het Bad op 11 oktober 1982
- Herinneringsmedaille ter gelegenheid van het Zilveren Jubileum van Koningin Elizabeth II van Groot-Brittannië in 1977
- Zuid-Atlantische Medaille